# Luxemburgs damlandslag i fotboll
Luxemburgs damlandslag i fotboll representerar Luxemburg i fotboll på damsidan. Landslaget spelade sin första match den 18 november 2006 hemma mot Slovakien. De har aldrig kvalat in till VM, OS eller EM-slutspelet.
Luxemburg har mött Sverige två gånger i EM-Playoff inför Europamästerskapet 2025. Första matchen slutade 4-0 För Sverige och den andra slutade 8-0 för Sverige.